# EN Aquarii
EN Aquarii (EN Aqr / 3 Aquarii) es una estrella de magnitud aparente +4,48 encuadrada en la constelación de Acuario.
Se acuerdo a la nueva reducción de los datos de paralaje de Hipparcos, se encuentra a 586 años luz del sistema solar.
EN Aquarii es una gigante roja de tipo espectral M3III.
Su temperatura superficial es de 3835 ± 62 K y brilla con una luminosidad 1840 veces superior a la luminosidad solar. Una cantidad importante de su radiación es emitida como luz infrarroja; por ello, en banda K —en el infrarrojo cercano—, su luminosidad equivale a la de 8800 soles.
La medida por interferometría de su diámetro angular en banda K, considerando el oscurecimiento de limbo, es de 5,60 ± 0,70 milisegundos de arco.
Dicho valor, una vez conocida la distancia a la que se encuentra, permite calcular su diámetro real, resultando ser éste unas 108 veces más grande que el del Sol.
Como muchas otras gigantes rojas, EN Aquarii es una estrella variable.
Está catalogada como variable irregular de tipo LB —como Menkar (α Ceti), ψ Virginis o Hydor (λ Aquarii), esta última también en Acuario—, siendo su variación de brillo de 0,06 magnitudes.
Aunque no existe un único período definido, su fotometría a largo plazo varía de acuerdo a múltiples períodos de acuerdo a la tabla siguiente:
| Período (días) | 20,2  | 24,9  | 27,2  | 35,0  | 36,9  | 143,9 | 197,2 |
| Amplitud (mag) | 0,020 | 0,038 | 0,027 | 0,021 | 0,024 | 0,022 | 0,027 |